# Libro de las Odas
El libro de las Odas (del griego:Ωδαί), comúnmente conocido simplemente como "Odas", es un libro de la Biblia que solo se encuentra en las versiones orientales ortodoxas de la biblia y en la versión crítica de la Septuaginta, de Alfred Rahlfs, que data del siglo V, en el Codex Alexandrinus. Los capítulos son oraciones y canciones del Antiguo y Nuevo Testamento. Las primeras nueve de ellas, forman la base para el canon cantado durante maitines y otros servicios.
Los capítulos de este libro, y que presenta Alfred Rahlfs, son:
1. Primera Oda de Moisés (Éxodo 15:1-19).
2. Segunda Oda de Moisés (Deuteronomio 32:1-43).
3. La Oración de Ana, madre del Profeta Samuel (1 Samuel 2:1-10).
4. La Oración del Profeta Habacuc (Habacuc 3:2-19).
5. La Oración del Profeta Isaías (Isaías 26:9-20).
6. La Oración del Profeta Jonás (Jonás 2:3-10).
7. La Oración de Azarías (Daniel 3:26-45, Parte Deuterocanónica).
8. Canción de los Tres Jóvenes (Daniel 3:52-88, Parte Deuterocanónica).
9. El Magnificat, la Oración de María (Lucas 1:46-55).
10. Benedictus, el Cántico de Zacarías (Lucas 1:68-79).
11. Cántico de Isaías (Isaías 5:1-9).
12. Oración de Ezequías (Isaías 38:10-20).
13. Oración de Manasés, rey de Judá cuando estuvo cautivo en Babilonia (referencia en 2 Crónicas 33:11-13, también es un libro deuterocanónico).
14. Nunc dimittis, el Cántico de Simeón (Lucas 2:29-32).
15. Gloria in excelsis Deo, Cántico de la Madrugada (Algunas líneas de Lucas 2:14, Salmos 144:2 y 118:12).